# أسروة عنكبوتية
أسروة عنكبوتية (الاسم العلمي: Aseroe arachnoidea) هو نوع من الفطريات يتبع جنس الأسروة من فصيلة الفالوسية.